# Bolt-on

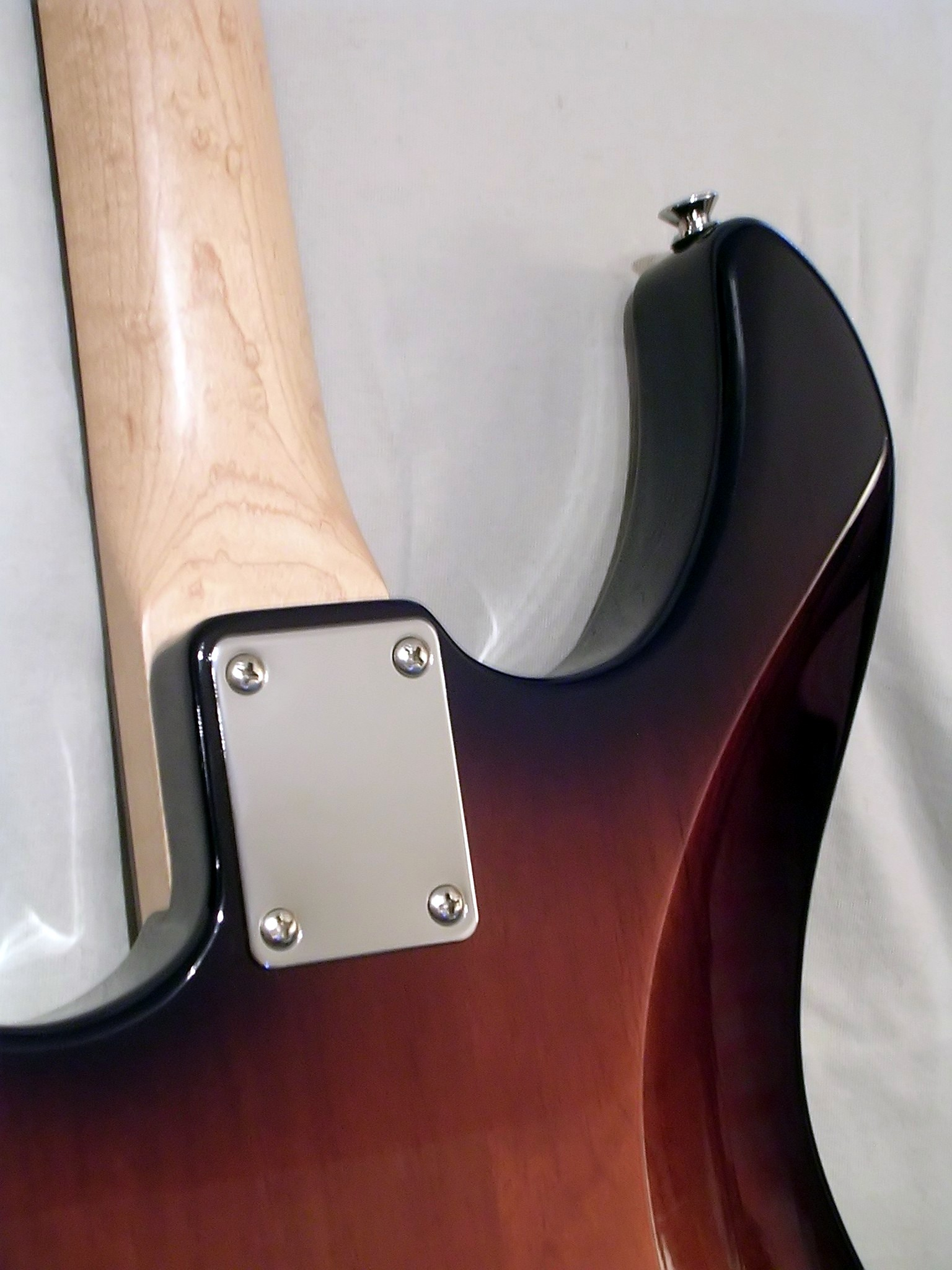
Retro di una Fender Stratocaster

Bolt-on è un metodo di costruzione degli strumenti musicali cordofoni che consiste nell'unione del manico al corpo utilizzando delle viti piuttosto che incollando i pezzi, come con il metodo set-in. La locuzione, introdotta dalla Fender, ideatrice del metodo, è in effetti imprecisa, giacché il sistema prevede l'utilizzo di sole viti e non di bulloni (in inglese appunto "bolt").

## Caratteristiche
Questo metodo è ampiamente utilizzato nella produzione industriale di chitarre e bassi elettrici. In un normale bolt-on, il manico viene sovrapposto al corpo in modo parallelo e fissato con 3 o più viti. Dato che la testa delle viti potrebbe rovinare il legno, sulla parte del corpo dove si inseriscono le viti di norma viene posta una piastra di metallo, su cui sono spesso riportati il logo e il numero di serie dello strumento. Negli strumenti montati con il sistema bolt-on, suonare sui tasti più alti può risultare meno agevole rispetto a quelli montati con il sistema neck-thru, in quanto l'attacco è più spesso del resto del manico.
Talvolta negli strumenti a corpo vuoto (hollow body), come nelle chitarre acustiche della Taylor, le viti sono avvitate dall'interno della cassa.
Per la produzione di massa il bolt-on è più semplice ed economico rispetto al sistema artigianale neck-thru, mentre consente di reggere pesi maggiori rispetto al sistema set-in e, per questo, è preferito nella fabbricazione degli strumenti a corpo pieno (solid body).